# 板東英二のビデオ自慢
『板東英二のビデオ自慢』（ばんどうえいじのビデオじまん）は、1986年12月1日から1987年4月3日までテレビ朝日系列で放送された朝日放送制作の家庭用ビデオカメラに関する教養バラエティ番組である。放送時間は月曜日から金曜日の13:00 - 13:15 (JST) 。

## 概要
投稿ビデオ映像の紹介と、家庭用ビデオカメラの撮影方法の解説を主とした番組。前番組『米朝・メイコの面白日本』がクール途中で打ち切られたことから、つなぎ番組として制作され、4か月で終了した。
後番組は『金子信雄の楽しい夕食』（後の『上沼恵美子のおしゃべりクッキング』→現『DAIGOも台所〜きょうの献立何にする?〜』枠）。

## 司会
- 板東英二

## 同時ネット局
- 朝日放送（制作局・現：朝日放送テレビ）
- テレビ朝日
- 北海道テレビ
- 東日本放送
- 福島放送
- 新潟テレビ21
- テレビ信州
- 静岡けんみんテレビ（現：静岡朝日テレビ）
- 名古屋テレビ
- 広島ホームテレビ
- 瀬戸内海放送
- 九州朝日放送
- 鹿児島放送